# Orsidis proletarius
Orsidis proletarius là một loài bọ cánh cứng trong họ Cerambycidae.